# 権田源太郎
権田 源太郎（ごんだ げんたろう、1950年2月 - 2022年11月10日）は、日本の実業家。権田金属工業の社長。また、通算12回チェスの全日本チャンピオンになる等チェスプレーヤーとしても活動していた。

## 来歴・人物
神奈川県横浜市生まれ。1969年日本チェス協会に入会する。1973年慶應義塾大学経済学部を卒業、トーメン（のちに豊田通商に吸収合併される）に入社。同年初めてチェスの全日本チャンピオンとなる。1977年トーメンを退社し、権田金属工業に入社。1983年同社代表取締役社長に就任。
なおチェス・オリンピアードの日本代表には1972年、1974年、1980年と通算3回選ばれており、1978年には世界選手権第10ゾーン日本代表にも選ばれている。
2022年11月15日、社長を務めていた権田金属工業より、同月10日に逝去したと発表された。享年72歳。

## 著書
- 『挑戦するチェス』（中央公論事業出版、2001年2月23日）
- 『はじめてのチェス』（中央公論事業出版、2002年8月25日）